# (5281) Lindstrom
(5281) Lindstrom (1988 SO1) – planetoida z pasa głównego asteroid okrążająca Słońce w ciągu 5,23 lat w średniej odległości 3,01 j.a. Odkryta 6 września 1988 roku.